# Гай Карбетон
Гай Карбетон (*Carbeto або Carven[tanus?], д/н — 458 до н. е.) — державний діяч часів ранньої Римської республіки.

## Життєпис
Про нього замало відомостей. Відповідно до Тіта Лівія та Діодора Сицилійського належав до роду патриціїв Мінуціїв. Втім напевне це викликано плутанину з наступником Карберона. Разом з тим це когномен вважається спотвореним від Карвентон, або Карвент, який був когноменом в роду патриціїв Папіріїв. Тому більшість дослідників вважає, що цей політик і сенатор звався Папірієм Карвентом. Його ім'я напевне було Гай.
Про саму діяльність Карбетона нічого невідомо. Недовго діяв разом зі своїм колегою Гаєм Навтієм Рутилом. Помер під час каденції. Замість нього суфектом став Луцій Мінуцій Есквілін Авгурін (саме з ним Лівій сплутав Карберона).